# Liparis spectabilis
Liparis spectabilis är en orkidéart som beskrevs av Rudolf Schlechter. Liparis spectabilis ingår i släktet gulyxnen, och familjen orkidéer. Inga underarter finns listade i Catalogue of Life.